# Gisela de Suàbia
Gisela de Suàbia (novembre del 989 o 990 - Goslar, 14 de febrer de 1043) fou emperadriu del Sacre Imperi Romanogermànic com a esposa de Conrad II, era filla de Herman II, duc de Suàbia, i de Gerberga de Borgonya.

## Biografia
El 1002 Gisela es va casar amb el comte Brunó I de Brunsvic. En segones núpcies desposà Ernest I, duc de Suàbia i, en enviudar-ne el 1015, esdevingué regent per al seu fill Ernest II, encara que li va ésser retirat aviat l'encàrrec de la regència al·legant-se que els llaços de consanguinitat amb el seu espòs difunt eren execessivament estrets.
El seu tercer matrimoni, celebrat el 1016 o 1017, la uní a Conrad el Sàlic, que més endavant esdevindrà emperador del Sacre Imperi Romanogermànic. Amb ell, va tenir un paper actiu en la política imperial, participant en les reunions del consell i reeixint a obtenir per al seu marit els drets de successió del regne del seu oncle Rodolf III de Borgonya.
Gisela s'interessà també en els afers de l'església i intervingué en els nomenaments de bisbes i abats-prínceps, participant en diversos sínodes eclesiàstics.
Gisela morí de disenteria en el palau imperial de Goslar el 1043 i fou enterrada a les catacumbes de la catedral imperial d'Espira, a Alemanya, al costat d'altres emperadors i membres de la família imperial.

## Descendència
Gisela tingué nombrosos fills dels seus tres matrimonis.
De Brunó I, comte de Brunsvic, tingué:
- Liudolf, marcgravi de Frísia (circa 1003 - 1038);
- un altre noi i dues noies.

D'Ernest I, duc de Suàbia:
- Ernest II, duc de Suàbia (circa 1010 – 17 d'agost de 1030);
- Herman IV, duc de Suàbia (circa 1015 – 28 de juliol de 1038).

De Conrad II del Sacre Imperi Romanogermànic, infantà tres fills:
- Enric III del Sacre Imperi Romanogermànic (29 d'octubre de 1017 – 5 d'octubre de 1056);
- Matilde (1027 – gener de 1034);
- Beatriu (circa 1030 – 26 de setembre de 1036).